# Emanuel Taffertshofer
Emanuel Taffertshofer (Landsberg am Lech, 24 febbraio 1995) è un calciatore tedesco, centrocampista dell'Akritas Chlōrakas.